# Marolles (Loir-et-Cher)
Marolles ist eine französische Gemeinde im Département Loir-et-Cher in der Region Centre-Val de Loire. Die Bevölkerung beläuft sich auf 721 Einwohner (Stand: 1. Januar 2022). Marolles gehört zum Arrondissement Blois und zum Kanton Veuzain-sur-Loire (bis 2015: Kanton Blois-5).

## Geographie
Marolles liegt etwa sieben Kilometer nordnordwestlich von Blois zwischen Orléans und Tours. Der Cisse begrenzt die Gemeinde im Nordwesten. Umgeben wird Marolles von den Nachbargemeinden Averdon im Norden, Villerbon im Osten, Villebarou im Süden sowie Fossé im Westen.

## Geschichte

### Internierungslager Villemalard
In dem zu Marolles gehörigen Weiler Villemalard befand sich nach dem Ausbruch des Zweiten Weltkriegs ein Internierungslager, in dem viele antinazistische deutsche Flüchtlinge festgehalten wurden, darunter Heinrich Blücher, Erich Cohn-Bendit, Jean Leppien und Horst Rosenthal. Dieses Lager wurde von November 1939 bis Januar 1940 betrieben. Es erscheint auf einer Liste der zivilen Internierungslager des Historischen Dienstes der französischen Armee vom 19. November 1940.
In unmittelbarer Nachbarschaft von Villemalard liegt die kleine Gemeinde Fossé. Auf der Webseite Réfugiés et internés civils en France en 1939-40 wird ein „Camp de Marolles (par Fossé) (Loir-et-Cher)“ mit einer Betriebszeit von September 1939 bis Juni 1940 erwähnt. Ob die beiden Lager identisch waren, ließ sich nicht klären.

## Bevölkerungsentwicklung
| 1962                       | 1968 | 1975 | 1982 | 1990 | 1999 | 2006 | 2017 |
| -------------------------- | ---- | ---- | ---- | ---- | ---- | ---- | ---- |
| 412                        | 460  | 557  | 681  | 708  | 715  | 698  | 725  |
| Quellen: Cassini und INSEE |      |      |      |      |      |      |      |

## Sehenswürdigkeiten
- Schloss Pezay
- Kirche Notre-Dame

## Persönlichkeiten
- Alexandre-Frédéric-Jacques Masson de Pezay (1741–1777), Musketier und Schriftsteller